# Lesiczowo
Lesiczowo (bułg. Лесичово) – wieś w południowo-zachodniej Bułgarii, w obwodzie Pazardżik. Centrum administracyjne gminy Lesiczowo. Według danych Narodowego Instytutu Statystycznego, 31 grudnia 2012 roku wieś liczyła 816 mieszkańców. Nad Topołnicą.

## Urodzeni w Lesiczowie
- Dimityr Żylew – polityk